# Pelicans
Pelicans is een Finse ijshockeyclub uit Lahti die uitkomt in de SM-liiga. Hun thuisbasis is de Isku-Areena in Lahti. De club werd opgericht als fusie van Kiekkoreipas, Hockey-Reipas en Reipas Lahti.

## Huidige spelers
| Doelverdedigers | Doelverdedigers | Doelverdedigers | Doelverdedigers | Doelverdedigers | Doelverdedigers   | Doelverdedigers |
| Nummer          | Nationaliteit   | Speler          | Vangt met       | Contract tot    | Geboorteplaats    |                 |
| --------------- | --------------- | --------------- | --------------- | --------------- | ----------------- | --------------- |
| 33              | FIN             | Joonas Kuusela  | L               | 2012            | Espoo, Finland    |                 |
| 32              | FIN             | Niko Hovinen    | L               | 2011            | Helsinki, Finland |                 |

| Verdedigers | Verdedigers   | Verdedigers        | Verdedigers | Verdedigers  | Verdedigers                     | Verdedigers |
| Nummer      | Nationaliteit | Speler             | Schiet met  | Contract tot | Geboorteplaats                  |             |
| ----------- | ------------- | ------------------ | ----------- | ------------ | ------------------------------- | ----------- |
| 7           | FIN           | Joonas Jalvanti    | L           | 2012         | Lahti, Finland                  |             |
| 9           | FIN           | Juha Uotila        | L           | 2011         | Espoo, Finland                  |             |
| 12          | FIN           | Joonas Hurri       | L           | 2011         | Lahti, Finland                  |             |
| 26          | FIN           | Jan Latvala        | L           | 2011         | Jyväskylä, Finland              |             |
| 51          | FIN           | Niko Tuhkanen      | L           | 2011 (2012)  | Lahti, Finland                  |             |
| 44          | SWE           | Henrik Blomqvist   | R           | 2011         | Stockholm, Zweden               |             |
| 55          | FIN           | Jani Forsström     | L           | 2011         | Lahti, Finland                  |             |
| 58          | FIN           | Jyri Marttinen     | L           | 2012         | Jyväskylä, Finland              |             |
| X           | CAN           | Aaron Brocklehurst | L           | try-out      | Nanaimo, Brits-Columbia, Canada |             |

| Aanvallers | Aanvallers    | Aanvallers           | Aanvallers | Aanvallers | Aanvallers   | Aanvallers                            |
| Nummer     | Nationaliteit | Speler               | Schiet met | Positie    | Contract tot | Geboorteplaats                        |
| ---------- | ------------- | -------------------- | ---------- | ---------- | ------------ | ------------------------------------- |
| 3          | FIN           | Matias Loppi         | L          | M          | 2012         | Helsinki, Finland                     |
| 14         | FIN           | Antti Tyrväinen      | L          | F          | 2011         | Seinäjoki, Finland                    |
| 15         | FIN           | Iiro Sopanen         | L          | F          | 2012 (2013)  | Lahti, Finland                        |
| 16         | USA           | Mike York            | R          | F          | 2011         | Waterford, Michigan, Verenigde Staten |
| 22         | FIN           | Tommi Paakkolanvaara | L          | M          | 2011         | Oulunsalo, Finland                    |
| 24         | FIN           | Janne Tavi           | L          | F          | 2011         | Helsinki, Finland                     |
| 28         | FIN           | Kari Sihvonen        | L          | F          | 2011         | Haukipudas, Finland                   |
| 36         | FIN           | Teemu Rinkinen       | L          | F          | 2011         | Hollola, Finland                      |
| 39         | FIN           | Marko Pöyhönen       | L          | F          | 2011         | Hollola, Finland                      |
| 40         | USA           | Dwight Helminen      | L          | M          | 2011         | Brighton, Michigan, Verenigde Staten  |
| 48         | CZE           | Jakub Sindel         | R          | F          | 2011         | Jihlava, Tsjechië                     |
| 54         | CAN           | Lou Dickenson        | L          | F          | 2011 (2012)  | Orleans, Ontario, Canada              |
| 61         | FIN           | Henri Heino          | L          | M          | 2011         | Lahti, Finland                        |
| 86         | FIN           | Sami Blomqvist       | L          | F          | 2012 (2013)  | Örnsköldsvik, Zweden                  |